# Olenecamptus quadriplagiatus
Olenecamptus quadriplagiatus är en skalbaggsart som beskrevs av Dillon 1948. Olenecamptus quadriplagiatus ingår i släktet Olenecamptus och familjen långhorningar. Inga underarter finns listade i Catalogue of Life.